# Felizarda Marçal da Costa
Felizarda Marçal da Costa (geboren 3. Juli 2000) ist eine osttimoresische Leichtathletin und Behindertensportlerin. Die Special Olympics Timor-Leste entsandte sie zu den Special Olympics World Games 2015 in Los Angeles, den Special Olympics World Summer Games 2019 in Abu Dhabi und den Special Olympics World Summer Games 2023 in Berlin im Bereich Leichtathletik. In Abu Dhabi gewann sie Silber, in Berlin Gold und Bronze.

## Leben und Karriere
Ihre erste Teilnahme an Weltspielen von Special Olympics hatte da Costa in jugendlichem Alter 2015, bei den Special Olympics World Summer Games 2015 in Los Angeles.
Bei den Special Olympics World Summer Games 2019 erwarb sie mit 4:17,79 Minuten eine Silbermedaille im Lauf über 800 Meter in der Wettbewerbsklasse F02. Beim 400-Meter-Lauf in der Wettbewerbsklasse F02 kam sie auf den achten Platz.
Bei den Special Olympics World Summer Games 2023 in Berlin gewann sie im Weitsprung in Level C in der Wettbewerbsklasse im Final Plus F01 mit 2,74 Metern eine Goldmedaille. Im Hundertmeterlauf in Level C, Wettbewerbsklasse F02 erreichte sie mit 17,83 Sekunden Bronze. Damit war sie die Zweiterfolgreichste der osttimoresischen Delegation, in der sich außer ihr noch Norberta da Cruz dos Santos und Oscar Alexandrinho befanden.